# Crosslauf-Weltmeisterschaften 2019
Die 43. Crosslauf-Weltmeisterschaften der IAAF (offiziell IAAF/Mikkeller World Cross Country Championships Aarhus 2019) fanden am 30. März 2019 in Aarhus statt. Damit war zum ersten Mal eine Stadt in Dänemark Gastgeber der Wettbewerbe.

## Wettkampfstätte und Austragungsmodus
Die Rennen wurde auf einem etwa zwei Kilometer langen Rundkurs auf dem Gelände des Museum Moesgård ausgetragen. Das offizielle Programm umfasste fünf Wettbewerbe für Männer, Frauen, Junioren und Juniorinnen sowie eine Mixed-Staffel. Darüber hinaus wurden erstmals vier Rennen angeboten, die Amateuren offenstanden.

## Ergebnisse

### Männer (10 km)

#### Einzelwertung
| Platz | Athletin          | Land | Zeit (min) |
| ----- | ----------------- | ---- | ---------- |
| 1     | Joshua Cheptegei  | UGA  | 31:40      |
| 2     | Jacob Kiplimo     | UGA  | 31:44      |
| 3     | Geoffrey Kamworor | KEN  | 31:55      |
| 4     | Aaron Kifle       | ERI  | 32:04      |
| 5     | Selemon Barega    | ETH  | 32:16      |
| 6     | Rhonex Kipruto    | KEN  | 32:17      |
| 7     | Thomas Ayeko      | UGA  | 32:25      |
| 8     | Andamlak Belihu   | ETH  | 32:29      |

Von 171 gemeldeten Athleten gingen 141 an den Start und erreichten 140 das Ziel.

#### Teamwertung
| Platz | Land und Athletinnen                                                | Gesamtpunktzahl und Einzelplatzierung |
| ----- | ------------------------------------------------------------------- | ------------------------------------- |
| 1     | Uganda Joshua Cheptegei Jacob Kiplimo Thomas Ayeko Joel Ayeko       | 20 01 02 07 10                        |
| 2     | Kenia Geoffrey Kamworor Rhonex Kipruto Richard Yator Rodgers Kwemoi | 43 03 06 13 21                        |
| 3     | Äthiopien Selemon Barega Amdamlak Belihu Abdi Fufa Mogos Tuemay     | 46 05 08 15 18                        |

Insgesamt wurden 18 Teams gewertet.

### Frauen (10 km)

#### Einzelwertung
| Platz | Athletin            | Land | Zeit (min) |
| ----- | ------------------- | ---- | ---------- |
| 1     | Hellen Obiri        | KEN  | 36:14      |
| 2     | Dera Dida           | ETH  | 36:16      |
| 3     | Letesenbet Gidey    | ETH  | 36:24      |
| 4     | Rachael Zena Chebet | UGA  | 36:47      |
| 5     | Peruth Chemutai     | UGA  | 36:49      |
| 6     | Tsehay Gemechu      | ETH  | 36:56      |
| 7     | Beatrice Chepkoech  | KEN  | 37:12      |
| 8     | Eva Cherono         | KEN  | 37:13      |

Von 139 gemeldeten Athletinnen gingen 118 an den Start und erreichten 115 das Ziel.

#### Teamwertung
| Platz | Land und Athletinnen                                                    | Gesamtpunktzahl und Einzelplatzierung |
| ----- | ----------------------------------------------------------------------- | ------------------------------------- |
| 1     | Äthiopien Dera Dida Letesenbet Gidey Tsehay Gemechu Zenebu Fikadu       | 21 02 03 06 10                        |
| 2     | Kenia Hellen Obiri Beatrice Chepkoech Eva Cherono Deborah Samum         | 25 01 07 08 09                        |
| 3     | Uganda Rachael Zena Chebet Peruth Chemutai Juliet Chekwel Esther Chebet | 36 04 05 13 14                        |

Insgesamt wurden 16 Teams gewertet.

### Junioren (8 km)

#### Einzelwertung
| Platz | Athlet           | Land | Zeit (min) |
| ----- | ---------------- | ---- | ---------- |
| 1     | Milkesa Mengesha | ETH  | 23:52      |
| 2     | Tadese Worku     | ETH  | 23:54      |
| 3     | Oscar Chelimo    | UGA  | 23:55      |

Von 121 gemeldeten Athleten gingen 104 an den Start und erreichten 98 das Ziel.

#### Teamwertung
| Platz | Land und Athleten                                                                          | Gesamtpunktzahl und Einzelplatzierung |
| ----- | ------------------------------------------------------------------------------------------ | ------------------------------------- |
| 1     | Äthiopien Milkesa Mengesha Tadese Worku Tsegay Kidanu Gebregewergs Teklay                  | 18 01 02 05 10                        |
| 2     | Uganda Oscar Chelimo Hosea Kiplangat Samuel Kibet Matthew Job Checkwurui                   | 32 03 06 09 14                        |
| 3     | Kenia Leonard Kipkemoi Bett Edwin Kiplangat Bett Samwel Chebolei Masai Charles Katul Lokir | 34 04 07 08 15                        |

Insgesamt wurden 16 Teams gewertet.

### Juniorinnen (6 km)

#### Einzelwertung
| Platz | Athletin           | Land | Zeit (min) |
| ----- | ------------------ | ---- | ---------- |
| 1     | Beatrice Chebet    | KEN  | 20:50      |
| 2     | Alemitu Tariku     | ETH  | 20:50      |
| 3     | Tsigie Gebreselama | ETH  | 20:50      |

Von 111 gemeldeten Athletinnen gingen 102 an den Start und erreichten 100 das Ziel.

#### Teamwertung
| Platz | Land und Athletinnen                                                                     | Gesamtpunktzahl und Einzelplatzierung |
| ----- | ---------------------------------------------------------------------------------------- | ------------------------------------- |
| 1     | Äthiopien Alemitu Tariku Tsigie Gebreselama Girmawit Gebrzihair Mizan Alem               | 17 02 03 05 07                        |
| 2     | Kenia Beatrice Chebet Betty Chepkemoi Kibet Jackline Chepwogen Rotich Lydia Jeruto Lagat | 26 01 06 09 10                        |
| 3     | Japan Ayuka Kazama Ririka Hironaka Chika Kosakai Hazuki Doi                              | 72 14 15 21 22                        |

Insgesamt wurden 16 Teams gewertet.

### Mixed-Staffel (4 × 2 km)
| Platz | Land      | Athleten                                                                       | Zeit (min) |
| ----- | --------- | ------------------------------------------------------------------------------ | ---------- |
| 1     | Äthiopien | Kebede Endale Bone Cheluke Teddese Lemi Fantu Worku                            | 25:49      |
| 2     | Marokko   | Soufiane el-Bakkali Kaoutar Farkoussi Abdalaati Iguider Rababe Arafi           | 26:22      |
| 3     | Kenia     | Conseslus Kipruto Jarinter Mwasya Elijah Motonei Manangoi Winfred Nzisa Mbithe | 26:29      |

Es traten 9 Staffeln an und erreichten das Ziel. Marokko und China wurden nach dem Rennen wegen Wechselfehlern disqualifiziert. Die Disqualifikation Marokkos wurde allerdings später wieder zurückgenommen.